# Horst Keiling
Horst Keiling (* 28. Juli 1934 in Dresden) ist ein deutscher Prähistoriker.

## Leben
Horst Keiling legte 1953 sein Abitur ab und begann ein Studium der Geschichte und der Ur- und Frühgeschichte an der Humboldt-Universität zu Berlin (HUB). 1957 bestand er die Diplom-Prüfung und war danach bis 1958 wissenschaftlicher Assistent am Institut für Ur- und Frühgeschichte der HUB, 1958/59 an der Akademie der Wissenschaften der DDR und ab 1959 am Museum für Ur- und Frühgeschichte Schwerin. 1961 bis 1964 war Keiling außerplanmäßiger wissenschaftlicher Aspirant. Die Promotion erfolgte im Dezember 1964 mit einer Arbeit zum Thema Die vorrömische Eisenzeit im Elde-Karthane-Gebiet, Gutachter waren Karl-Heinz Otto und Paul Grimm. Die Promotion B folgte im Dezember 1984 an der HUB mit der Arbeit Grundzüge der Kultur- und Besiedlungsentwicklung in Mecklenburg während der vorrömischen Eisen- und frührömischen Kaiserzeit. Zusammenfassung der Ergebnisse aus 5 Monographien und 55 Abhandlungen, Gutachter waren Heinz Grünert, Joachim Herrmann und Bruno Krüger.
Keiling, der Mitglied der Sozialistischen Einheitspartei Deutschlands (SED) war, wurde am 15. Januar 1981 als Nachfolger von Ewald Schuldt Direktor des Schweriner Museums für Ur- und Frühgeschichte. Er gab das Jahrbuch Bodendenkmalpflege in Mecklenburg heraus. Seit September 1987 lehrte er als Honorarprofessor für Ur- und Frühgeschichte an der Wilhelm-Pieck-Universität Rostock, wo er bis 2001 Lehrbeauftragter blieb. 1992 wurde er als Museumsdirektor und Leiter des Landesamtes für Bodendenkmalpflege Mecklenburg-Vorpommern pensioniert.

## Schriften
- Ein Bestattungsplatz der jüngeren Bronze- und vorrömischen Eisenzeit von Lanz, Kreis Ludwigslust, Petermänken, Schwerin 1962
- Die vorrömische Eisenzeit im Elde-Karthane-Gebiet (Kreis Perleberg u. Kreis Ludwigslust), Museum für Ur- und Frühgeschichte, Schwerin 1969
- Die staatlich geschützten Bodenaltertümer des Bezirkes Schwerin, Museum für Ur- und Frühgeschichte, Schwerin 1971
- Kolbow. Ein Urnenfriedhof der vorrömischen Eisenzeit im Kreis Ludwigslust, DVW, Berlin 1974 (Beiträge zur Ur- und Frühgeschichte der Bezirke Rostock, Schwerin und Neubrandenburg, Bd. 8)
- Zur ur- und frühgeschichtlichen Forschung und Bodendenkmalpflege im westlichen Prignitzgebiet, In: Informationen des Bezirksfachausschusses Schwerin, Nr. 18, Schwerin 1978, S. 5–15.
- Glövzin. Ein Urnenfriedhof der vorrömischen Eisenzeit im Kreis Perleberg, DVW, Berlin 1979 (Beiträge zur Ur- und Frühgeschichte der Bezirke Rostock, Schwerin und Neubrandenburg, Bd. 12)
- Archäologische Funde vom Spätpaläolithikum bis zur vorrömischen Eisenzeit aus den mecklenburgischen Bezirken, Museum für Ur- u. Frühgeschichte, Schwerin 1982 (Archäologische Funde und Denkmale aus dem Norden der DDR, Bd. 1)
- Alte Gräber und Befestigungsanlagen. Bodendenkmale aus Mecklenburg, Museum für Ur- und Frühgeschichte, Schwerin 1983 (Archäologische Funde und Denkmale aus dem Norden der DDR, Bd. 2)
- Archäologische Funde von der frührömischen Kaiserzeit bis zum Mittelalter aus den mecklenburgischen Bezirken, Museum für Ur- und Frühgeschichte, Schwerin 1984 (Archäologische Funde und Denkmale aus dem Norden der DDR, Bd. 3)
- Steinzeitliche Jäger und Sammler in Mecklenburg, Museum für Ur- und Frühgeschichte, Schwerin 1985 (Archäologische Funde und Denkmale aus dem Norden der DDR, Bd. 4)
- Archäologische Zeugen der jungsteinzeitlichen Bauernbevölkerung Mecklenburgs, Museum für Ur- und Frühgeschichte, Schwerin 1986 (Archäologische Funde und Denkmale aus dem Norden der DDR, Bd. 5)
- Parum, Kreis Hagenow – ein Langobardenfriedhof des 1. Jahrhunderts , Museum für Ur- und Frühgeschichte, Schwerin 1986 (Materialhefte zur Ur- und Frühgeschichte Mecklenburgs, Bd. 1)
- Die Kulturen der mecklenburgischen Bronzezeit, Museum für Ur- und Frühgeschichte, Schwerin 1987 (Archäologische Funde und Denkmale aus dem Norden der DDR, Bd. 6)
- Archäologisches Freilichtmuseum Gross Raden, Museum für Ur- und Frühgeschichte, Schwerin 1988 (Archäologische Funde und Denkmale aus dem Norden der DDR, Bd. 7)
- 35 Jahre Museum für Ur- und Frühgeschichte Schwerin, Museum für Ur- und Frühgeschichte, Schwerin 1989 (Archäologische Funde und Denkmale aus dem Norden der DDR, Bd. 8)
- Zur Geschichte und Archäologie der Germanen zwischen Rhein und Oder um die Zeitenwende (Hrsgg. mit Werner Budesheim), FLA, Wentorf 2003 (Beiträge für Wissenschaft und Kultur, Bd. 6) ISBN 3-00-012707-0
- Zur Archäologie in Norddeutschland (Hrsgg. mit Werner Budesheim), FLA, Wentorf 2006 (Beiträge für Wissenschaft und Kultur, Bd. 7) ISBN 978-3-00-019244-9